# Wheatley (Oxfordshire)
Wheatley è un villaggio e parrocchia civile dell'Inghilterra, appartenente alla contea dell'Oxfordshire.